# 宮崎ちひろ
宮崎 ちひろ（みやざき ちひろ、1990年2月22日 - ）は、日本のソープランドプロデューサー兼AV女優。
AV女優としてのマネジメント所属はキーストンプロダクション。

## 略歴・人物
兵庫県神戸市出身。2012年7月、「美咲うらん（みさき うらん）」の芸名でAVデビュー。出演作は1本のみ。
2013年7月、DMMのオリジナルメーカー「D☆Collection」の専属女優「宮崎ちひろ」としてAVに復帰。
同年には福原のソープランド『小悪魔ソープ にゃんパイア』にプロデューサーとしてオープン、最年少ママとしても活動していた。
2021年2月、 「うらんちゃんねる」の名前でYouTubeを開設し現在も活動中。

## 出演作品

### アダルトDVD
2012年
- 芸能人痴女デビュー（7月25日、美）

2013年
- 復活!美●うらん（7月5日、D☆Collection）
- 働くオンナのいいなりSEX（8月5日、D☆Collection）
- 高級ソープに行こう!（9月5日、D☆Collection）
- 旦那さんの留守中に人妻とSEX（10月4日、D☆Collection）
- 働くオンナ3 Vol.08 5Pで乱れ全員顔射で放心状態になる美人OL 貴金属販売店 販売員 入社一年目 月収20万円（11月22日、プレステージ）

2014年
- 痴女ハメまくり乱交パーティー（6月1日、Doスケベ）
- 小一時間チンポをいぢくり倒されて寸止めされまくった僕。（6月19日、ドグマ）